# Septymiusz Senecjo
Septymiusz Senecjo – postać z powieści Teodora Parnickiego Twarz księżyca, syn królewny chorezmijskiej, Mitroanii.

## Wątpliwości związane z urodzeniem

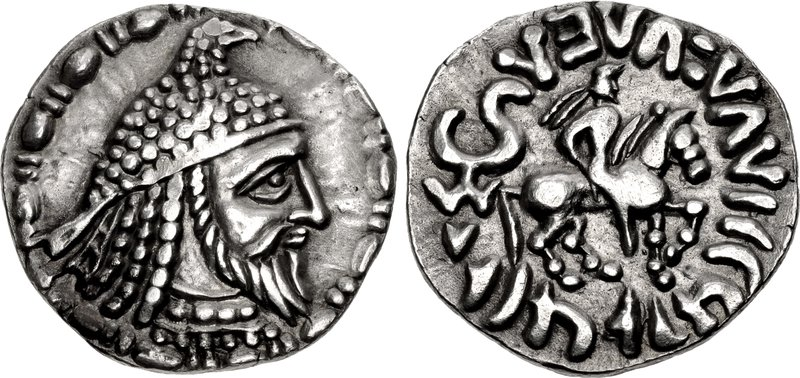
Wazamar – domniemany dziadek
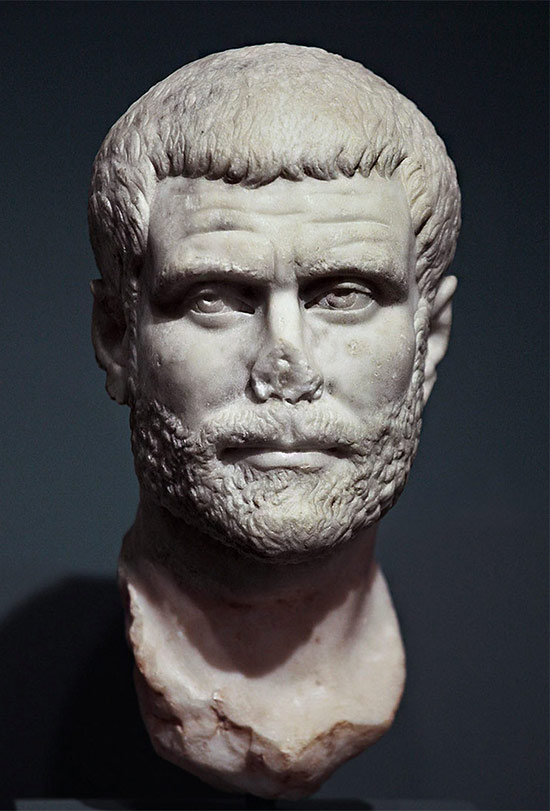
Klaudiusz – domniemany ojciec
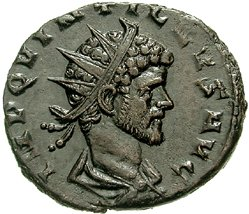
Kwintyliusz – domniemany ojciec
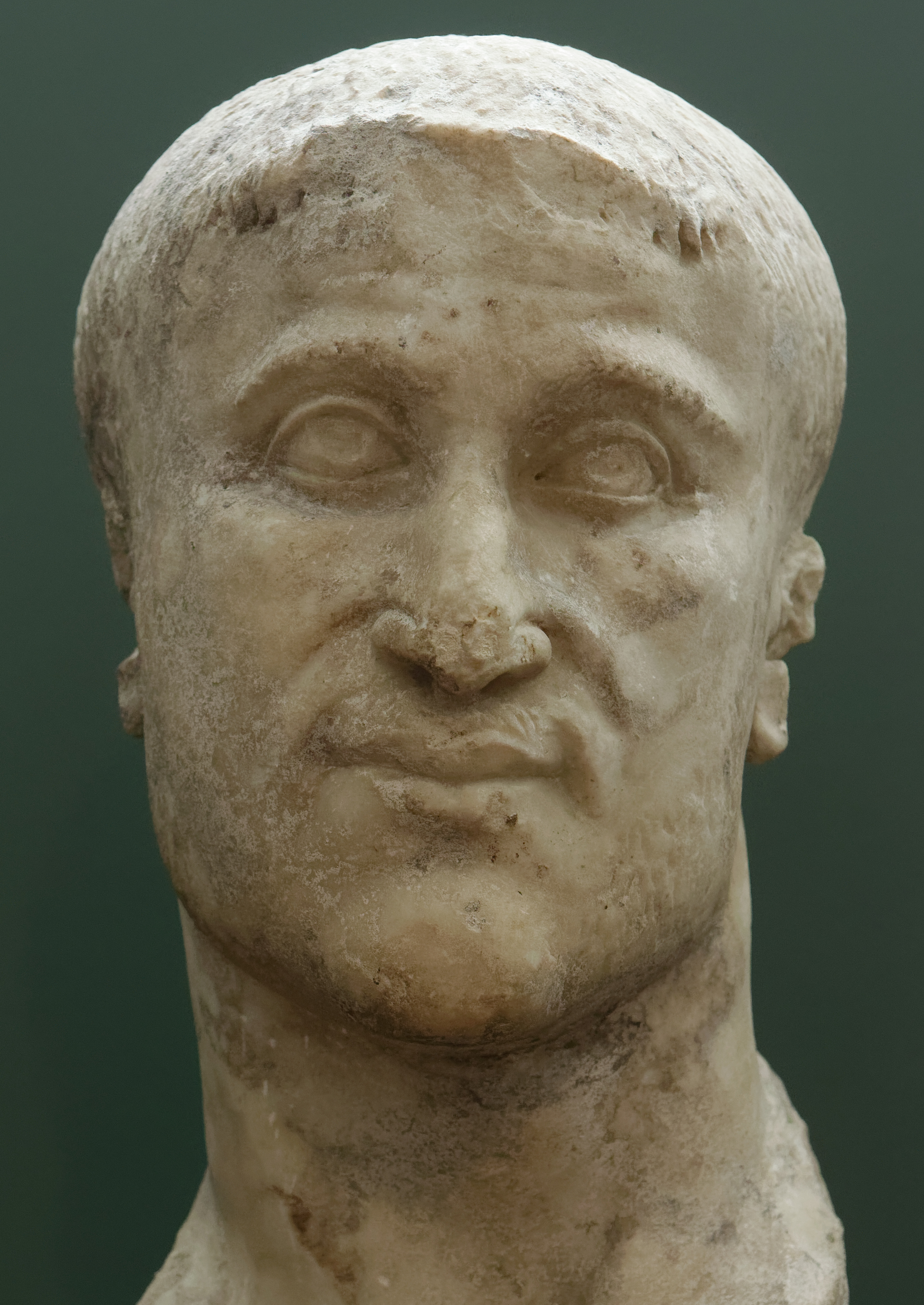
Konstancjusz I – alter ego Septymiusza.

Matka Septymiusza, Mitroania, uważała się za córkę króla Chorezmii, Wazamara. W 234 roku znalazła się w Dardanii jako branka rzymskiego żołnierza Ragona Klaudiusza Senecjona. W dwa lata później po tajnym i krótkotrwałym małżeństwie z dwoma synami Ragona: Klaudiuszem i Kwintyliuszem, zaszła z którymś z nich w ciążę. W tym samym roku zginęła pierwsza żona Ragona, Teuta i Ragon poślubił Mitroanię, a urodzonego w tymże 236 roku Septymiusza uznał za swego syna. Niejasność dotyczącą ojca Septymiusza pogłębiły jeszcze podejrzenia Mitroanii, że Ragon podmienił syna w czasie jej gorączki połogowej. Materiału do podejrzeń dostarczył jej fakt, że mąż nazwał chłopca nie Sextus (Szósty), jak by wypadało z dotychczasowej ilości jego dzieci, lecz Septimus (Siódmy). Już po śmierci Septymiusza, jego pasierb, Sykoriusz Pompejusz przedstawił Mitroanii dowody, zgromadzone przez jej drugiego męża, na poparcie jej podejrzeń. Zaczęła wówczas głosić, że Septymiusz został podstawiony w miejsce jej prawdziwego syna, Konstancjusza, który wkrótce miał zostać cesarzem rzymskim. Narrator powieści stanowczo zaprzecza jednak prawdziwości dowodów, które zostały przedstawione Mitroanii.

## Życie
Jego ojczym zginął, gdy Septymiusz miał trzy lata. Matka przeznaczyła środki, którymi dysponowała na wykształcenie syna na lekarza. Miał się stać jednym z najznakomitszych lekarzy swoich czasów. Drugi mąż matki Anulinus usynowił go i zapewnił mu niezależność finansową. Według Mitroanii Septymiusz odmówił cesarzowi Decjuszowi (249-251) towarzyszenia w wyprawie przeciw Gotom. Z obawy przed gniewem władcy uciekł do Brytanii, ukrywał się wśród Pików, a potem na wyspie Hibernii. Stamtąd wędrując na zachód miał dotrzeć do Atlantydy i okrążywszy kulę ziemską przybyć na dwór Arsacydy Chozroesa. Tam prawdopodobnie poznał swą pierwszą żonę, Aleksandrę, córkę króla perskiego, Ardaszyra I, która w 254 roku urodziła mu syna, Kwintusa. Wezwany do chorego Chozroesa nakrył swą żonę na gorącym uczynku mordowania króla armeńskiego i ukarał ją za to śmiercią.
Po powrocie w granice cesarstwa poślubił rzymską prostytutkę. Poznał ją kilka lat wcześniej. Leczył wówczas jej męża, a ona zapłaciła mu własnym ciałem. Miał z nią trzech synów:
- najstarszego – urodzonego w 258 roku[10], autora trzytomowej historii wojen cesarzy Waleriana, Galiena i Klaudiusza, osadzonego na tronie chorezmijskim przez babkę Mitroanię w 274 roku[f], po utracie władzy kapłana Dzeusa-Jehowy w Bosporze cymmeryjskim[11].
- średniego – pracownika mennicy cesarskiej, który stanął na czele buntu, krwawo stłumionego przez cesarza Aureliana[8];
- najmłodszego – nawróconego na chrześcijaństwo przez Terencję Pergamenkę, uczennicę Orygenesa i Sekstusa Juliusza zwanego Afrykańskim lub Palestyńskim[8].
- adoptował też jej syna z pierwszego małżeństwa – Sykoriusza Pompejusza[9].

Zmarł w 270 roku, ratując ofiary epidemii, która wybuchła wśród wojska po zwycięstwie cesarza Klaudiusza pod Niszem.

## Konstrukcja postaci
Teresa Cieślikowska upatruje wzoru dla postaci Septymiusza w drugorzędnym historiografie rzymskim Septymiuszu Senecjonie Pulchrze Basmie. Jej zdaniem Septymiusz Senecjo jest autorem Księgi opisu życia i majaczeń chorobowych Mitroanii Chorezmijki, równającej się całej powieści, w którą zostały włożone, jak szufladki opowieści, których Septymiusz znać nie mógł z racji swej wcześniejszej śmierci, a więc między innymi opowieść starej Mitroanii o swym życiu czy informacje o dacie jej śmierci.

## Związki rodzinne
|                            |                                  |                                                        |                                                        |                                                     |                                                     |                         |                     |                     |                                      |                                      |                                      |  |
| Rago                       | Rago                             | Teuta                                                  | Teuta                                                  |                                                     |                                                     |                         |                     |                     |                                      |                                      |                                      |  |
|                            |                                  |                                                        |                                                        |                                                     |                                                     |                         |                     |                     |                                      |                                      |                                      |  |
|                            |                                  |                                                        |                                                        |                                                     |                                                     |                         |                     |                     |                                      |                                      |                                      |  |
|                            |                                  |                                                        |                                                        |                                                     |                                                     |                         |                     |                     |                                      |                                      |                                      |  |
| Klaudiusz (cesarz 268-270) | Klaudiusz (cesarz 268-270)       | Kwintyliusz (cesarz 270)                               | Kwintyliusz (cesarz 270)                               |                                                     | Mitroania (Chorezmijka)                             | Mitroania (Chorezmijka) |                     |                     |                                      |                                      |                                      |  |
|                            | lub                              |                                                        |                                                        |                                                     |                                                     |                         |                     |                     |                                      |                                      |                                      |  |
|                            |                                  | ∞                                                      |                                                        |                                                     |                                                     |                         |                     |                     |                                      |                                      |                                      |  |
|                            |                                  |                                                        | (podmieniony?)                                         | (podmieniony?)                                      | (rzekomy)                                           | (rzekomy)               | (rzekomy)           |                     |                                      |                                      |                                      |  |
|                            |                                  | Septymiusz Senecjo ∞ 1. Aleksandra 2. matka Sykoriusza | Septymiusz Senecjo ∞ 1. Aleksandra 2. matka Sykoriusza | Konstancjusz wymieniony na Septyma (cesarz 306-307) | Konstancjusz wymieniony na Septyma (cesarz 306-307) |                         |                     |                     |                                      |                                      |                                      |  |
|                            |                                  |                                                        |                                                        |                                                     |                                                     |                         |                     |                     |                                      |                                      |                                      |  |
|                            |                                  | 1                                                      | 1                                                      | 2                                                   | 2                                                   | 2                       | 2                   | 2                   | 2                                    | adoptowany                           | adoptowany                           |  |
|                            | Kwintus Bassus ∞ 5. żona Bassusa | Kwintus Bassus ∞ 5. żona Bassusa                       | król Chorezmu potem kapłan w Bosporze                  | król Chorezmu potem kapłan w Bosporze               | syn pracownik mennicy                               | syn pracownik mennicy   | syn uczeń Orygenesa | syn uczeń Orygenesa | Sykoriusz Pompejusz ∞ 1. Proba 2. NN | Sykoriusz Pompejusz ∞ 1. Proba 2. NN |                                      |  |
|                            |                                  |                                                        |                                                        |                                                     |                                                     |                         |                     |                     |                                      |                                      |                                      |  |
|                            |                                  |                                                        |                                                        |                                                     |                                                     |                         |                     |                     | 1                                    | 1                                    | 2                                    |  |
| Kwintus Senecjo            | Kwintus Senecjo                  | Gajus Basjanus                                         | Gajus Basjanus                                         |                                                     |                                                     |                         |                     | Sykoriusz Probus    | Sykoriusz Probus                     | młodsza córka zaręczona z Senecjonem | młodsza córka zaręczona z Senecjonem |  |